# Mauthausen
Mauthausen je avstrijska občina (Marktgemeinde) v Zgornji Avstriji.